# Békéscsaba 1912 Előre SE

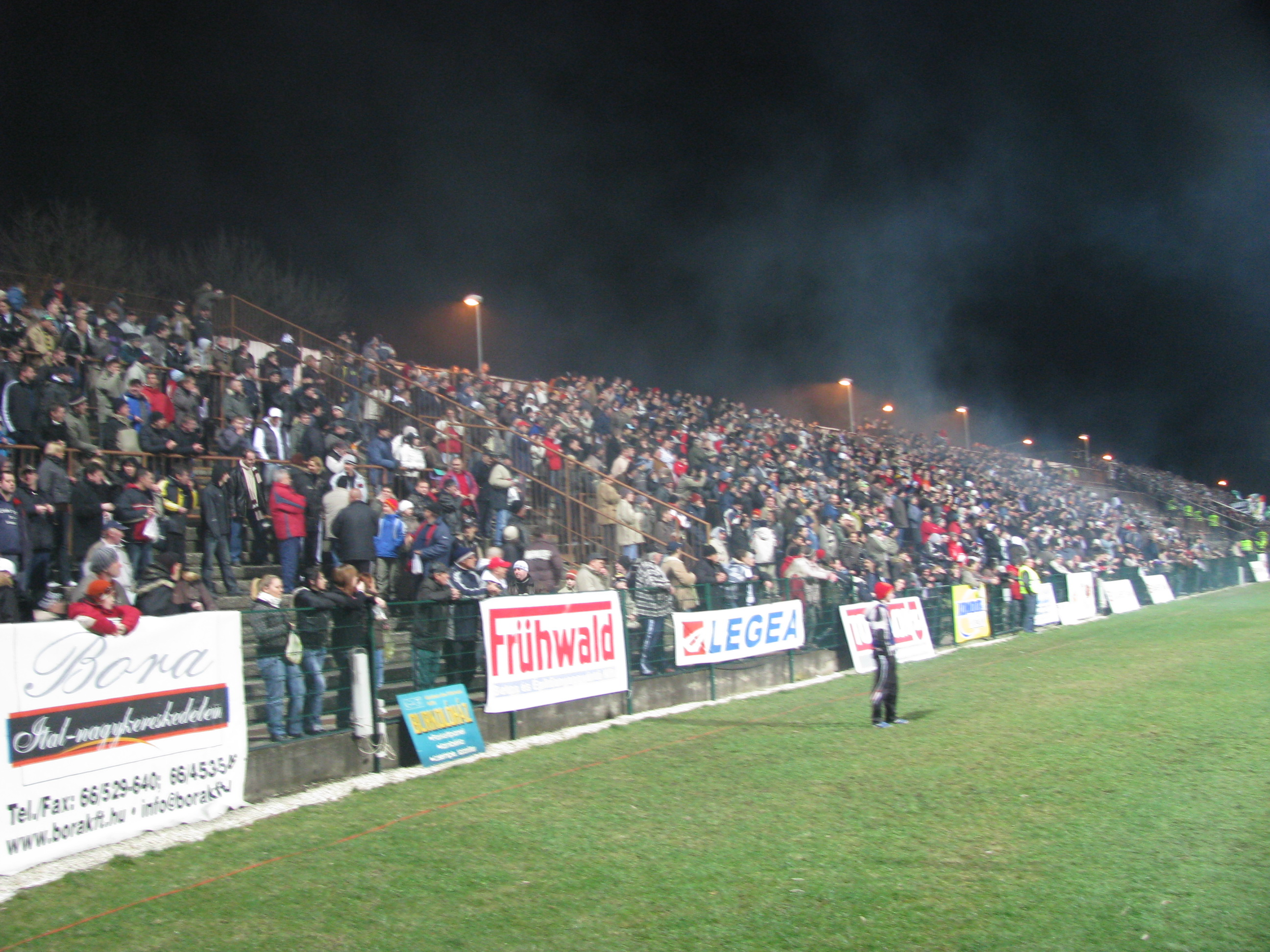
Fans (2009)

Békéscsaba 1912 Előre SE is een Hongaarse voetbalclub uit Békéscsaba.

## Geschiedenis
De club werd in 1912 opgericht onder de naam Előre Munkás Testedző Egyesület en onderging sindsdien verschillende naamswijzigingen. In 1970 ging de club na een fusie Békéscsabai Előre Spartacus SC heten. Onder die naam promoveerde de club in 1974 voor het eerst naar de hoogste klasse. Na de eerste twee seizoenen tegen degradatie te vechten ging het beter en werd de club een middenmoter. In 1983 degradeerde de club. De club kon het verblijf in de tweede klasse beperken tot één seizoen en werd dan meteen 6de in de hoogste klasse, het beste resultaat tot dan toe.
In 1988 won de club de beker van Hongarije en mocht zo deelnemen aan de Europacup II. In de competitie ging het echter minder goed en in 1991 degradeerde Békéscsaba voor de tweede keer. Het volgende seizoen werd de naam veranderd in Békéscsabai Előre FC en promoveerde de club terug. Ook deze keer was de terugkomst een schot in de roos met een vijfde plaats en in 1993/94 werd zelfs de derde plaats gehaald. Na nog een 5de plaats in 1995 ontsnapte de club net aan degradatie in 1996. Twee jaar later kon degradatie niet vermeden worden. In 2002/03 kon de club terugkeren en werd laatste maar kon zich in de degradatie-play-off nog redden. Ook het volgende seizoen slaagde de club daarin maar in 2005 kon de degradatie niet vermeden worden. Doordat de club ook nog eens haar licentie verloor moet Békéscsaba in de 3de klasse aantreden voor seizoen 2005/06. Dat gebeurde onder de nieuwe naam Békéscsaba 1912 Előre SE. In de 3de klasse werd met een comfortabele voorsprong de titel behaald.
In het seizoen 2014/15 werd de club tweede en promoveerde terug naar het hoogste niveau maar degradeerde een seizoen later weer. Sindsdien is de club onafgebroken actief op het tweede niveau.

## Erelijst
Beker van Hongarije
1988

## Naamswijzigingen
- 1912 - Békéscsabai Előre Munkás Testedző Egyesület
- 1934 - Békéscsabai Tőrekvés Sport Egyesület
- 1946 - Békéscsabai Előre Munkás Testedző Egyesület
- 1948 - Békéscsabai Szakszervezetek Sport Egyesület
- 1951 - Békéscsabai Épitők Sport Köre
- 1957 - Békéscsabai Előre Épitők Sport Köre
- 1963 - Békéscsabai Előre Sport Club
- 1970 - Békéscsabai Előre Spartacus SC
- 1991 - Békéscsabai Előre Football Club
- 1999 - Előre Football Club Békéscsaba
- 2005 - Békéscsabai 1912 Előre Sport Egyesület
- 2008 - Békéscsabai 1912 Frühwald Előre Sport Egyesület
- 2012 - Békéscsabai 1912 Előre Sport Egyesület
- 2012 - Békéscsabai 1912 Előre

## Eindklasseringen vanaf 1996
| 14 |

| 14 |

| 17 |

| 13 |

| 6 |

| 8 |

| 1 |

| 10 |

| 11 |

| 16 |

| 1 |

| 14 |

| 1 |

| 12 |

| 13 |

| 6 |

| 3 |

| 2 |

| 6 |

| 2 |

| 12 |

| 5 |

| 3 |

| 6 |

| 6 |

| 15 |

| 15 |

| 19 |

| 1 |

| 14 |

| NB I | NB II | NB III | NB IV |

## Békéscsaba in Europa
#Q = #kwalificatieronde, #R = #ronde, Groep = groepsfase, T/U = Thuis/Uit, W = Wedstrijd, PUC = punten UEFA coëfficiënten .
Uitslagen vanuit gezichtspunt Békéscsaba 1912 Előre SE
| Seizoen | Competitie    | Ronde        | Land                     | Club                 | Totaalscore | 1e W    | 2e W    | PUC |
| ------- | ------------- | ------------ | ------------------------ | -------------------- | ----------- | ------- | ------- | --- |
| 1985    | Mitropacup    | Groep        | Vlag van Joegoslavië     | NK Iskra Bugojno     | 1-5         | 1-1 (T) | 0-4 (U) | 0.0 |
|         |               | Groep        | Vlag van Italië          | Atalanta Bergamo     | 3-4         | 1-2 (U) | 2-2 (T) | 0.0 |
|         |               | Groep        | Vlag van Tsjechië        | Baník Ostrava        | 1-1         | 0-1 (U) | 1-0 (T) | 0.0 |
| 1988/89 | Europacup II  | Q            | Vlag van Noorwegen       | Bryne FK             | 4-2         | 3-0 (T) | 1-2 (U) | 4.0 |
|         |               | 1R           | Vlag van Turkije         | Sakaryaspor          | 1-2         | 0-2 (U) | 1-0 (T) | 4.0 |
| 1994/95 | UEFA Cup      | Q            | Vlag van Noord-Macedonië | FK Vardar Skopje     | 2-1         | 1-1 (U) | 1-0 (T) | 5.0 |
|         |               | 1R           | Vlag van Rusland         | Tekstilsjik Kamysjin | 2-6         | 1-6 (U) | 1-0 (T) | 5.0 |
| 1995    | Intertoto Cup | Groep 4      | Vlag van Portugal        | União Leiria         | 2-2         | 2-2 (T) |         | 0.0 |
|         |               | Groep 4      | Vlag van Denemarken      | Næstved BK           | 3-3         | 3-3 (U) |         | 0.0 |
|         |               | Groep 4      | Vlag van Wales           | Ton Pentre FC        | 4-0         | 4-0 (T) |         | 0.0 |
|         |               | Groep 4 (4e) | Vlag van Nederland       | SC Heerenveen        | 0-4         | 0-4 (U) |         | 0.0 |

Totaal aantal punten voor UEFA coëfficiënten: 9.0
Zie ook
- Deelnemers UEFA-toernooien Hongarije
- Ranglijst van alle clubs die in de diverse Europa Cups zijn uitgekomen